# Tourismus in Katalonien
Katalonien ist weltweit eines der bedeutendsten touristischen Reiseziele. Diese Beliebtheit verdankt die Region ihren kontrastreichen Naturlandschaften zwischen Pyrenäen und Mittelmeerküste einerseits und ihrem kulturellen Angebot andererseits, unter anderem in der Weltmetropole Barcelona. Darüber hinaus sind Kataloniens Küstenabschnitte Costa Brava und Costa Daurada seit den Anfangstagen des Tourismus renommierte Reiseziele, die Strand- und Kulturtourismus miteinander verbinden.
In den letzten Jahren hat Katalonien sein touristisches Angebot stark ausdifferenziert und touristische Programme entwickelt, die den speziellen Wünschen und Bedürfnissen unterschiedlicher Gästeprofile entsprechen. So gibt es besondere Angebote im Bereich des Sporttourismus, beispielsweise Radurlaub, besonders familienfreundliche Urlaubsorte, Angebote im Bereich des ländlichen Tourismus (Turismo Rural), Natur- und Kulturangebote in der Pyrenäenregion, barrierefreien Tourismus sowie einige önotouristische Produkte, die Katalonien als Weinregion mit Tradition präsentieren.

## Wirtschaftliche Bedeutung

Localización de Cataluña

Mit einem Anteil von 12 % am Bruttoinlandsprodukt ist der Tourismus eine der tragenden Säulen der katalanischen Wirtschaft. Als einer der wenigen Sektoren, der auch in Zeiten der Wirtschaftskrise Aussicht auf Wachstum bietet, ist in den letzten Jahren der Entwicklung eines nachhaltigen und qualitätszentrierten katalanischen Tourismus besondere Aufmerksamkeit gewidmet worden. In der Konsequenz konnten sowohl die Besucherzahlen als auch die Gesamteinnahmen durch den Tourismus kontinuierlich gesteigert werden. So empfing Katalonien im Jahr 2014 30.237.700 Besucher und die Einnahmen durch den Tourismus stiegen von 12.363.600 Euro im Jahr 2012 auf 15.120.500 Euro im Jahr 2014.
Im Zuge des Ausbaus touristischer Angebote im Landesinneren, die sich auf die Bereiche Natur, (Berg-)Sport, Gastronomie und ländlicher Tourismus konzentrieren, konnten sowohl die Besucherzahlen als auch die Einnahmen außerhalb der vom Strandtourismus geprägten Hauptsaison deutlich gesteigert werden. Wurden im Jahr 2012 noch 5.986.600 Euro außerhalb der Hauptsaison erwirtschaftet, waren es im Jahr 2014 bereits 7.345.300 Euro. Es fällt auf, dass die durchschnittlichen Tagesausgaben ausländischer Touristen in den Monaten der Nebensaison signifikant höher sind als in der Hauptsaison, was auf die starke Ausdifferenzierung des Angebotes im Bereich des Individualtourismus zurückzuführen ist. Während die Ausgaben des Sommerurlaubers im August 2014 bei etwa 100 Euro pro Tag lagen, stiegen die Tagesausgaben der Urlauber in den Frühlings- und Wintermonaten auf bis zu 140 Euro pro Tag. Im Zuge der Veränderungen des touristischen Angebotes ließ sich auch die Durchschnittsdauer der touristischen Aufenthalte von 7,2 Tagen im Jahr 2012 auf 7,5 Tage im Jahr 2014 steigern.
Mit Bezug auf den ausländischen Tourismus ist Europa im Jahr 2014 mit 86,4 % der Gesamtbesucherzahlen weiterhin der wichtigste Herkunftsmarkt. Besondere Bedeutung haben hier die sieben klassischen Herkunftsländer Frankreich, Großbritannien, Deutschland, Italien, Niederlande, Belgien und Skandinavien, die 67,4 % der Besucherzahl generieren. Die unter dem Kürzel BRICS zusammengefassten Herkunftsmärkte Brasilien, Russland, Indien, China und Südafrika machen gemeinsam 7,3 % der Gesamtbesucherzahlen aus. Bemerkenswert ist auch, dass der Inlandtourismus, also die Reisen der Katalanen innerhalb Kataloniens, im Jahr 2014 etwa ein Drittel der Gesamtbesucherzahlen ausmachte. (Der Anteil an den Gesamtausgaben im Zuge touristischer Reisen liegt bei dieser Gruppe jedoch bei gerade einmal 6,6 Prozent.)

## Auszeichnungen
Im November 2015 wurde Katalonien mit dem Biosphere-Responsible-Tourism-Siegel ausgezeichnet. Diese Auszeichnung wird vom ITR (Institute for Responsible Tourism) und dem Global Sustainable Tourism Council für einen nachhaltigen Umgang mit natürlichen Ressourcen sowie sozial inklusiven und universell zugänglichen Tourismus verliehen.
Im Jahr 2016 wird Katalonien als Europäische Region der Gastronomie ausgezeichnet. Dieser Titel trägt der besonderen Aufmerksamkeit Rechnung, die Katalonien seiner kulinarischen Kultur widmet. Diese verbindet traditionelle mediterrane Küche mit innovativen und teils experimentellen Elementen und legt besonderen Wert auf die hohe Qualität der Zutaten aus regionaler Herkunft.

## Geschichte des Tourismus in Katalonien

### Vorläufer des Tourismus
Die ersten Vorläufer des Tourismus in Katalonien finden sich im 18. und 19. Jahrhundert. Zu dieser Zeit sind es insbesondere zwei Gruppen von Reisenden, die Katalonien im Zuge ausgedehnter Reisen über die Iberische Halbinsel einen Besuch abstatten: Einerseits die Gruppe der wissensdurstigen Aufklärer, die bereits ab dem 18. Jahrhundert durch Katalonien reisen, andererseits die Gruppe der Reisenden der Romantik, die vor allem im 19. Jahrhundert ins Land findet. Beide Gruppen gelangen schnell zu der Überzeugung, das Katalonien wenig Ähnlichkeit mit dem Rest Spaniens habe, bewerten diese Beobachtung jedoch ganz unterschiedlich: Die Aufklärer loben die Fortschrittlichkeit des Landes und bewerten die relativ weit fortgeschrittene Industrialisierung Kataloniens positiv. Die Romantiker zeigen sich hingegen eher enttäuscht oder desinteressiert, da die Region nicht ihrer Vorstellung vom authentischen Spanien entspricht.

### Der Katalanische Exkursionismus
Die wahren Pioniere des Tourismus in Katalonien, welche die Region mit der Absicht bereisen, Landschaft, Kultur und Lebensformen kennen- und verstehen zu lernen, sind die Katalanen selbst. Ende des 19. Jahrhunderts entwickelte sich die Strömung des katalanischen Exkursionismus, die stark durch zwei weitere, zur gleichen Zeit entstehende, kulturelle Phänomene beeinflusst war: Dies waren einerseits die in ganz Europa aufgekommenen Alpinclubs und andererseits die Bewegung der Renaixença, der katalanischen Renaissance, deren Ziel es ist, die katalanische Sprache und Kultur wiederzubeleben. Die Excursionistas etablierten das Wandern und Reisen als anerkannte Freizeitbeschäftigung. Gleichzeitig waren sie diejenigen, die stellvertretend für alle anderen das Land entdeckten, es zeichneten, fotografierten und den katalanischen Naturlandschaften und Kulturgütern im Sinne der Renaixença eine neue Bedeutung gaben. Im Rahmen der von den Excursionistas neu entdeckten Landschaften nehmen die katalanischen Pyrenäen eine besondere Stellung ein. Die bis zu diesem Zeitpunkt wenig bekannten wilden Gebirgslandschaften wurden nach europäischem Vorbild Teil der Routen des katalanischen Exkursionismus. Ihre Verankerung im kollektiven Bewusstsein verdanken sie vor allem dem reisenden und wandernden Dichter Jacint Verdaguer, der auch die abgelegensten Winkel des Landes bereiste und in seinen Gedichten verewigte.

### Der Gesundheitstourismus der Jahrhundertwende
Gegen Ende des 19. und zu Beginn des 20. Jahrhunderts entwickelte sich eine frühe Form des Gesundheitstourismus. Dessen Protagonisten waren Adelige und später auch die katalanische Bourgeoisie, die den Ratschlägen der Hygieneforschung folgten und im Sommer aus den Großstädten in ländliche Gebiete fliehen. Die Etablierung regelmäßiger Zugverbindungen erleichterte die Mobilität und so entstanden zunächst rund um Barcelona, später in den angrenzenden Provinzen und schließlich in Städten wie Camprodón, Viladrau und Puigcerdà viele Sommerresidenzen. Sie sind als Beispiele für die Architektur des Modernismus gemeinsam mit den zur gleichen Zeit entstandenen Parks einen Besuch wert.
Etwa zur gleichen Zeit entstanden die ersten Thermalbäder, Sommerresidenzen und Luxushotels in Küstenorten.

### Der Inlandstourismus vor dem touristischen Boom
Bevor es in den 60er-Jahren zum touristischen Boom kam, hatte sich in Katalonien bereits ein Inlandstourismus nicht allein der Ober-, sondern auch der Mittelschicht, etabliert. Sommerurlaub am Strand oder – in geringerem Maße – Aufenthalte in den Bergen waren üblich, und auch der Skitourismus in den Pyrenäen nahm zu dieser Zeit langsam zu. Der Tourismus aus dem Ausland war noch wenig entwickelt, jedoch begannen Filmschauspieler und Regisseure, die Costa Brava für sich zu entdecken, wie sie in Filmen wie Pandora und der Fliegende Holländer gezeigt wird. Stars wie Ava Gardner und Orson Welles statteten der katalanischen Küste regelmäßige Besuche ab.

### Der touristische Boom der 60er-Jahre und seine Folgen

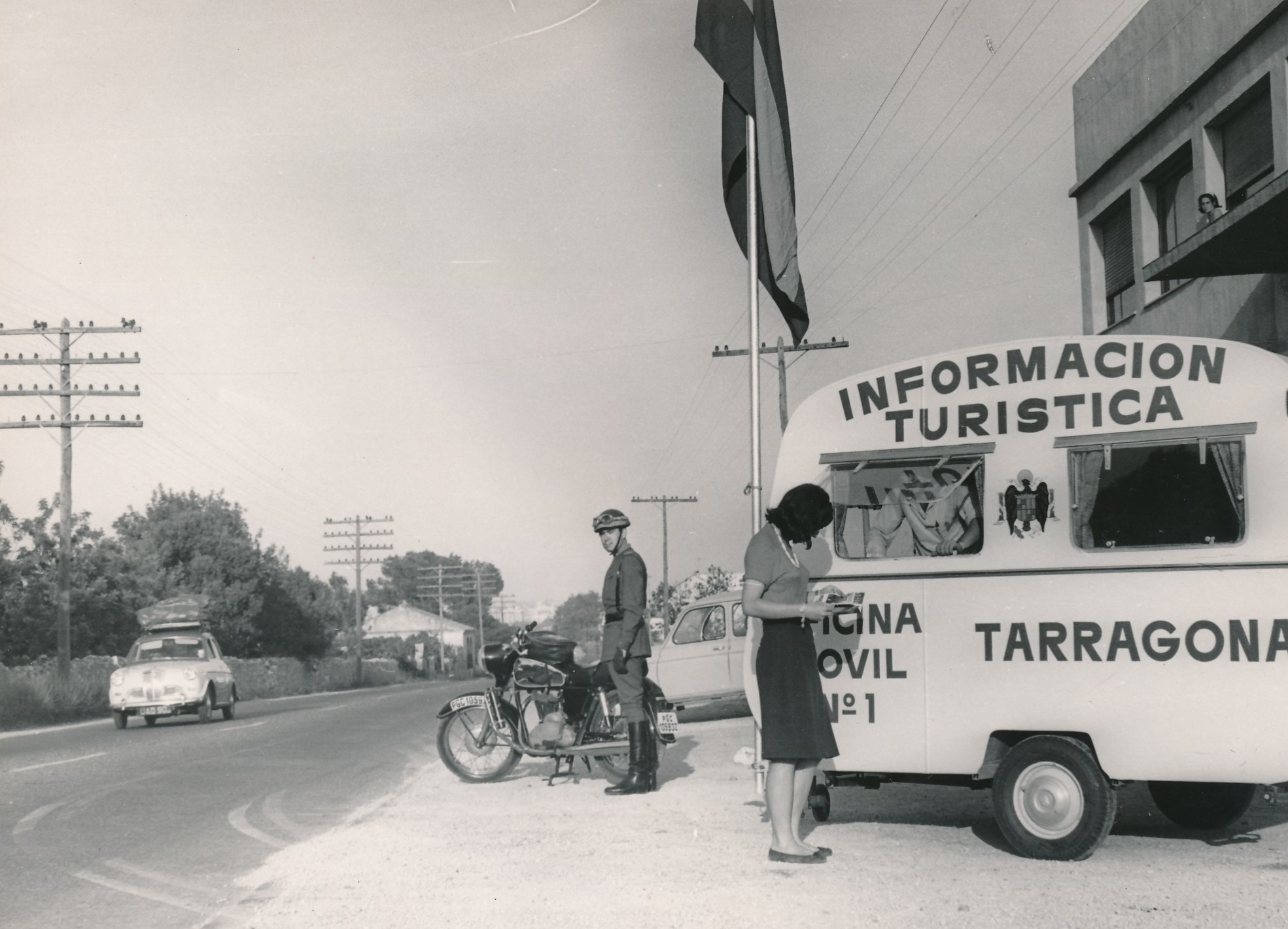
Mobiles Fremdenverkehrsamt in Tarragona (1962).

Die attraktiven Landschaften, das angenehme Klima, Hotels mit Meerblick und die im Vergleich zu wirtschaftlich weiter entwickelten Ländern signifikant günstigeren Preise machten die spanische und insbesondere katalanische Küste in den 60er Jahren zu einem hochattraktiven und leicht zu erreichenden Reiseziel für die Mittelschicht vieler europäischer Länder. Mit der ständig wachsenden Zahl an Touristen ging eine wachsende Anzahl von Hotels, Restaurants und Serviceanbietern einher. Diese suchen in erster Linie Sonne, Meer und Strand, das kulturelle Angebot Kataloniens wurde zu diesem Zeitpunkt kaum genutzt. Ausnahmen von dieser Form des Massentourismus bildeten Orte wie Cadaqués und Begúr, die sich als Zufluchtsorte für diejenigen positionierten, die es sich leisten konnten, vom Tourismus der Massen Abstand zu nehmen.
Der frühe Massentourismus ist charakterisiert durch eine übermäßige Ausbeutung natürlicher Ressourcen und eine Form der Immobilienspekulation, die riesige Vermögen unter einigen wenigen Akteuren aufteilt. Dennoch ist der Tourismus als der wohl wichtigste Motor der wirtschaftlichen Entwicklung Spaniens und Kataloniens zu sehen, dessen Wirkung weit über die direkten Einflussgebiete des Küstentourismus hinausgeht. Auf kultureller Ebene ist darüber hinaus der Einfluss des Tourismus auf eine Öffnung des Landes nach Europa hin nicht zu unterschätzen.
Spätestens gegen Ende des 20. Jahrhunderts wurde jedoch offensichtlich, dass das bisherige Tourismus-Modell nicht nachhaltig ist. Eine kontinuierliche Absenkung der Preise wäre die einzige Möglichkeit gewesen unter Beibehaltung dieses Modells als Tourismusdestination konkurrenzfähig zu bleiben. Angesichts dieser Tatsache kommt es zu einem grundlegenden Wandel der Tourismusstrategien in Katalonien.

### Der katalanische Tourismus im 21. Jahrhundert
In den letzten Jahren entwickelte sich in Katalonien ein auf Nachhaltigkeit und hohe Qualität ausgerichteter Tourismus, der das Potential hat, die starken saisonalen Schwankungen des Küstentourismus auszugleichen. Im Fokus stehen die landschaftlichen Reize und das touristische Potential des Landesinneren, Natur- und Aktivtourismus, Golftourismus, Urlaub auf dem Lande, Ökotourismus und Kulturtourismus sowie entsprechende gastronomischen und önotouristische Angebote.

## Freizeitangebote

### Wandern
Katalonien ist eine traditionsreiche Wanderregion, die über knapp 9.000 Kilometer markierte Wanderwege verfügt. Ein Teil davon sind Fernwanderwege (GR), die Teil des Europäischen Netzwerks von Fernwanderwegen sind. Die restlichen Wanderrouten sind als regionale Wanderwege (PR) oder lokale Wanderwege (SL) klassifiziert.
Manche dieser Wege folgen historischen Routen, die vor allem von Pilgern und Flüchtlingen begangen wurden. Zu diesen gehören der Katalanische Jakobsweg zwischen Sant Pere de Rodes und Alcarràs sowie der der Ignatiusweg, Camí Ignasià, der auf katalanischem Gebiet von Lleida über den Montserrat nach Manresa führt. Zu den Pilgerwegen zählt auch die Ruta del Cister, die zu den drei beeindruckendsten Zisterzienserabteien Kataloniens führt. Der Camí dels Bons Homes folgt der Fluchtroute der Katharer, die aus Frankreich kommend in Katalonien Zuflucht suchten.
Die zahlreichen Naturparks und Naturschutzgebiete verfügen alle über ein gut ausgebautes Netz an Wanderwegen, zu denen auch viele Fernwanderwege gehören. Hochgebirgswanderungen wie Carros de Foc im Nationalpark Aigüestortes i Estany de Sant Maurici oder Porta del Cel im Naturpark Alt Pirineu führen von Gebirgshütte zu Gebirgshütte und durchqueren dabei die reizvollsten Landschaften der National- und Naturparks.
Die ganz dem nachhaltigen Naturtourismus verschriebene Route El Cinqué Llac führt durch Pyrenäenlandschaften der Region Pallars Sobirà. Doch auch in der Nähe der Metropole Barcelona gibt es inzwischen Wandermöglichkeiten, zum Beispiel den Fernwanderweg Els Tres Monts, der die drei klassischen Naturschutzgebiete Montseny, Sant LLorenc del Munt i l´Obac und Montserrat miteinander verbindet. Das Wanderwegenetz Itinerannia durchzieht Zentralkatalonien und die Provinz Girona. Über den Fernwanderweg Camí de Ronda lässt sich die gesamte katalanische Küste erwandern, wobei zu berücksichtigen ist, dass Teile des Weges urban geprägt sind.

### Radfahren
Rennrad-Fahrer finden an der Costa Brava, der Costa Barcelona und der Costa Daurada Touren, die für unterschiedlichste Fitnesslevel vom Einsteiger bis zum Profi geeignet sind. Sie führen durch abwechslungsreiche Naturlandschaften ins Landesinnere, zu bekannten Sehenswürdigkeiten oder in ursprüngliche Dörfer.
5300 Kilometer Strecke sind für Mountainbiker ausgeschildert, die sich auf 265 Routen verteilen. Dazu gibt es 19 qualitätsgeprüfte Mountainbike-Zentren, die Toureninformationen, allgemeine touristische Informationen, Fahrradvermietung und Services rund ums Rad bieten. Im Terrain dieser Mountainbike-Zentren befinden sich jeweils mindestens 100 km ausgeschilderter Pisten, die leicht zu befahren sind.
Mit den Grünen Wegen (Vies Verdes), Radwegen, die auf stillgelegten Eisenbahntrassen verlaufen, bietet Katalonien auch Familien und Genussradlern ein Wegenetz, das von den östlichen Pyrenäenausläufern bis zur Costa Brava und vom Ebrodelta bis zur Terra Alta unterschiedlichste Landschaften erschließt.

### Kulinarik
Kataloniens Gastronomie ist weltweit anerkannt. Im Jahr 2015 wurde Gironas Spitzenrestaurant El Celler de Can Roca erneut vom Magazin Restaurant zum besten Restaurant der Welt gewählt, 2016 ist Katalonien Europäische Region der Gastronomie und erhält damit eine Auszeichnung, die für distinguierte Esskultur einerseits und gastronomische Nachhaltigkeit und Innovation andererseits steht.
Die Hotels Gastronomics setzen auf regionale Produkte und eine ausgewogene Mischung von traditioneller und innovativer Küche. Die Collectius de Cuina sind Gastronomieverbände, innerhalb derer sich renommierte Köche und Restaurants verschiedener Regionen mit dem Ziel organisiert haben, die kulinarische Vielfalt ihrer Heimat zu schützen und zu fördern.

### Weintourismus
Katalonien blickt auf eine etwa 2500-jährige Geschichte des Weinbaus zurück. Dementsprechend stark sind Kultur und Landschaft durch die Weinbautradition geprägt. Heute gibt es für die katalanischen Weine zwölf geschützte Herkunftsbezeichnungen (DOs): DO Empordà, DO Alella, DO Conca de Barberà, DO Penedès, DO Tarragona, DO Terra Alta, DO Montsant, DO Priorat, DO Coster del Segre, DO Pla de Bages, DO Catalunya und Cava.
In den letzten Jahren gewinnt der Weintourismus in Katalonien sehr an Fahrt, der in aller Regel Natur- und Aktivurlaub in den entsprechenden Regionen mit ausgesuchten Angeboten des Weintourismus verbindet. Zu diesen gehören Verkostungen in Bodegas und Wanderungen durch die Weinfelder ebenso wie der Besuch eines Wein-Spas.
Spezielle Weinrouten führen Besucher zur (Wein-)Kultur und Landschaft der DOs Alella, Empordà, Costers del Segre, Penedès und Priorat. Darüber hinaus gibt es eine Vielzahl origineller Angebote kleiner Winzerbetriebe und Bodegas. Die Bedeutung des Weines für die gesamte katalanische Kultur zeigt sich auch in den sogenannten Kathedralen des Weines. Diese riesigen Weinkeller sind Paradebeispiele für die Architektur des Modernismus und eine weitere Attraktion des katalanischen Weintourismus.

### Sport-, Golf- und Motorradtourismus
14 Urlaubsorte in Katalonien sind mit dem DTE-Siegel zertifiziert. Die unterschiedlichen Angebote und Leistungen werden dabei Sporttouristen besonders gerecht.
Katalonien ist auch für Golftouristen ein beliebtes Urlaubsziel. Insgesamt verfügt die Region über 36 Golfplätze, die auch den Bedürfnissen anspruchsvoller Spieler gerecht werden. Zu Kataloniens Top-Plätzen gehören das Empordà Golf Resort an der Costa Brava, das PGA Catalunya Resort, das nur 5 Minuten vom Flughafen Costa Brava-Girona entfernt liegt und der Real Club de Golf El Prat, der in unmittelbarer Nähe des Naturparks Sant Llorenç del Munt i L’Obac liegt.
Katalonien und insbesondere die katalanischen Pyrenäen sind bei Motorradfahrern sehr beliebt. Durch die abwechslungsreichen Landschaften der katalanischen Gebirge ziehen sich kurvenreiche, wenig befahrene Straßen, die fast ausnahmslos in sehr gutem Zustand sind. Die landschaftlichen Vorzüge in Verbindung mit dem zuverlässig milden Mittelmeerklima ziehen jedes Jahr Biker aus aller Welt in die Region.

## Touristisch interessante Orte und Sehenswürdigkeiten
Barcelona
- Basilika Sagrada Família
- Casa Batlló
- Park Güell
- Barri Gòtic – Gotisches Viertel
- Santa Maria del Mar
- La Rambla
- Mercat de la Boqueria

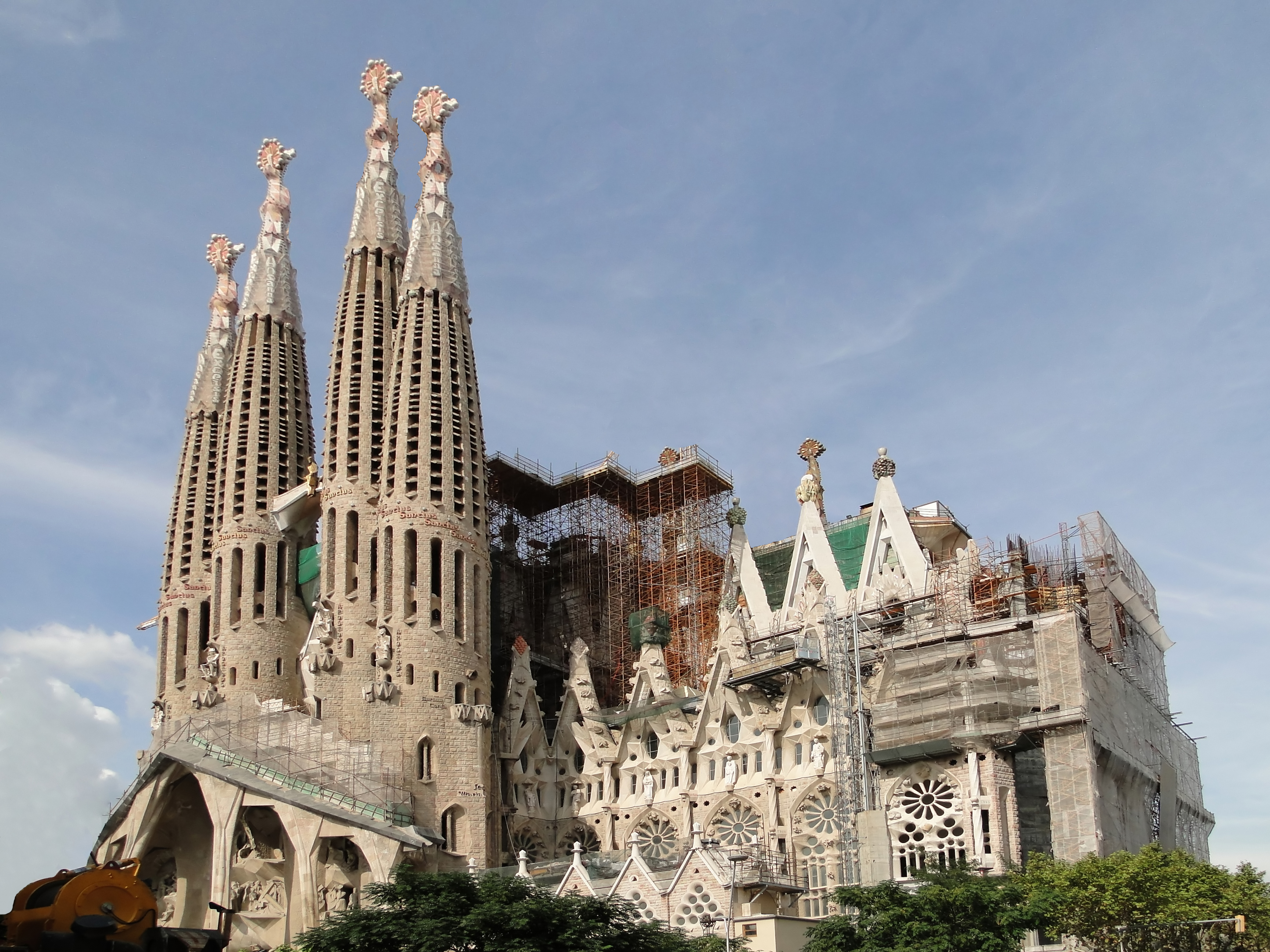
Sagrada Familia (2009)

- Poble Espanyol – Das spanische Dorf am Montjuïc, Freilichtmuseum
- L’Aquàrium – meereskundliches Museum

Costa Brava
- Naturpark Cap de Creus
- Naturpark Aiguamolls de l’Empordà
- Naturpark Montgrí
- Bucht von Roses
- See von Banyoles
- Die Botanischen Gärten in Blanes
- Fischerdorf Cadaqués
- Calella de Palafrugell
- Girona
- Pals und Peratallada

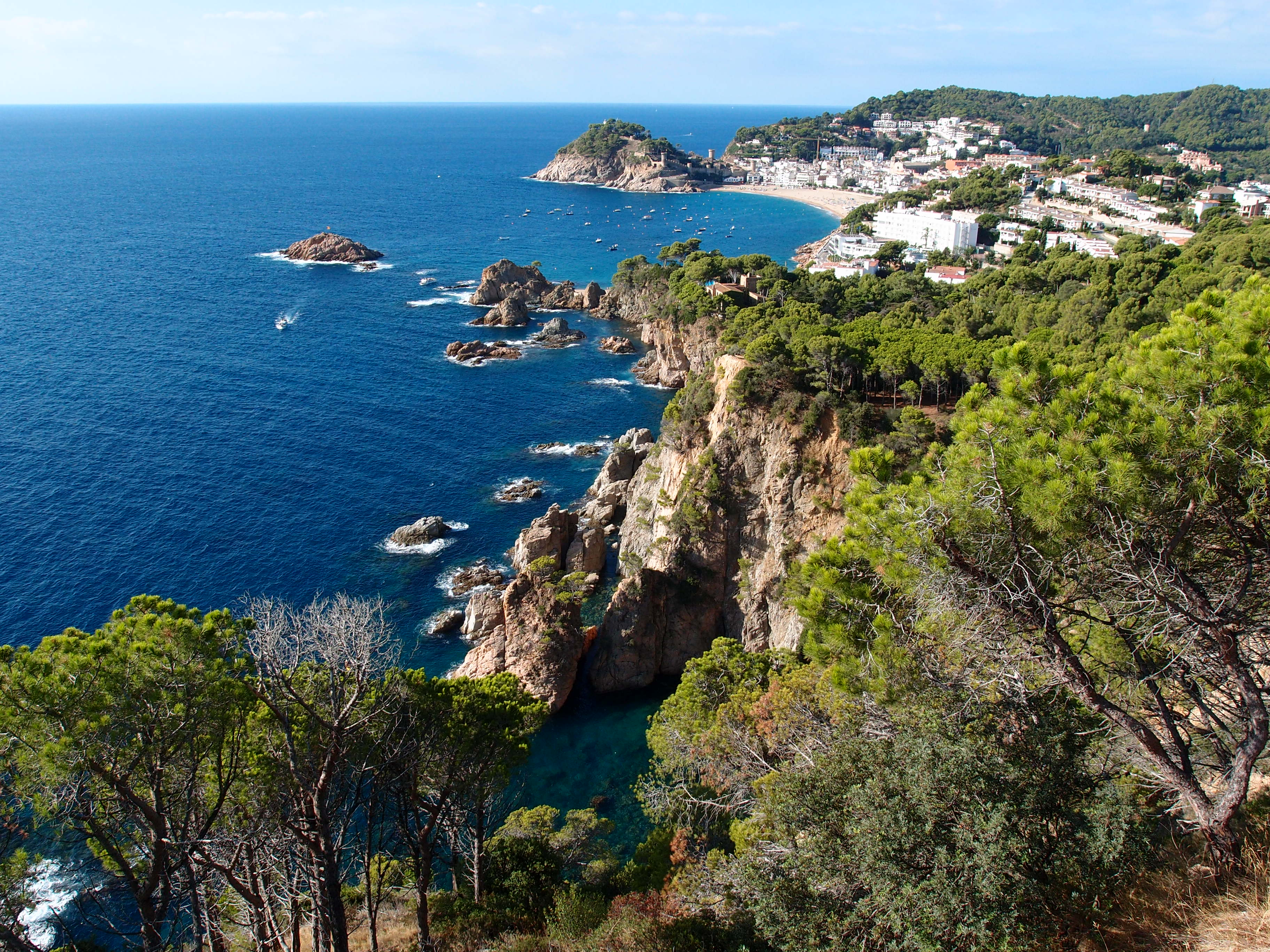
Costa Brava

- Das Dalí-Dreieck – Portlligat, Figueres und Púbol
- Ruinen von Empúries
- Benediktinerkloster Sant Pere de Rodes

Costa Daurada
- Naturpark Serra del Montsant

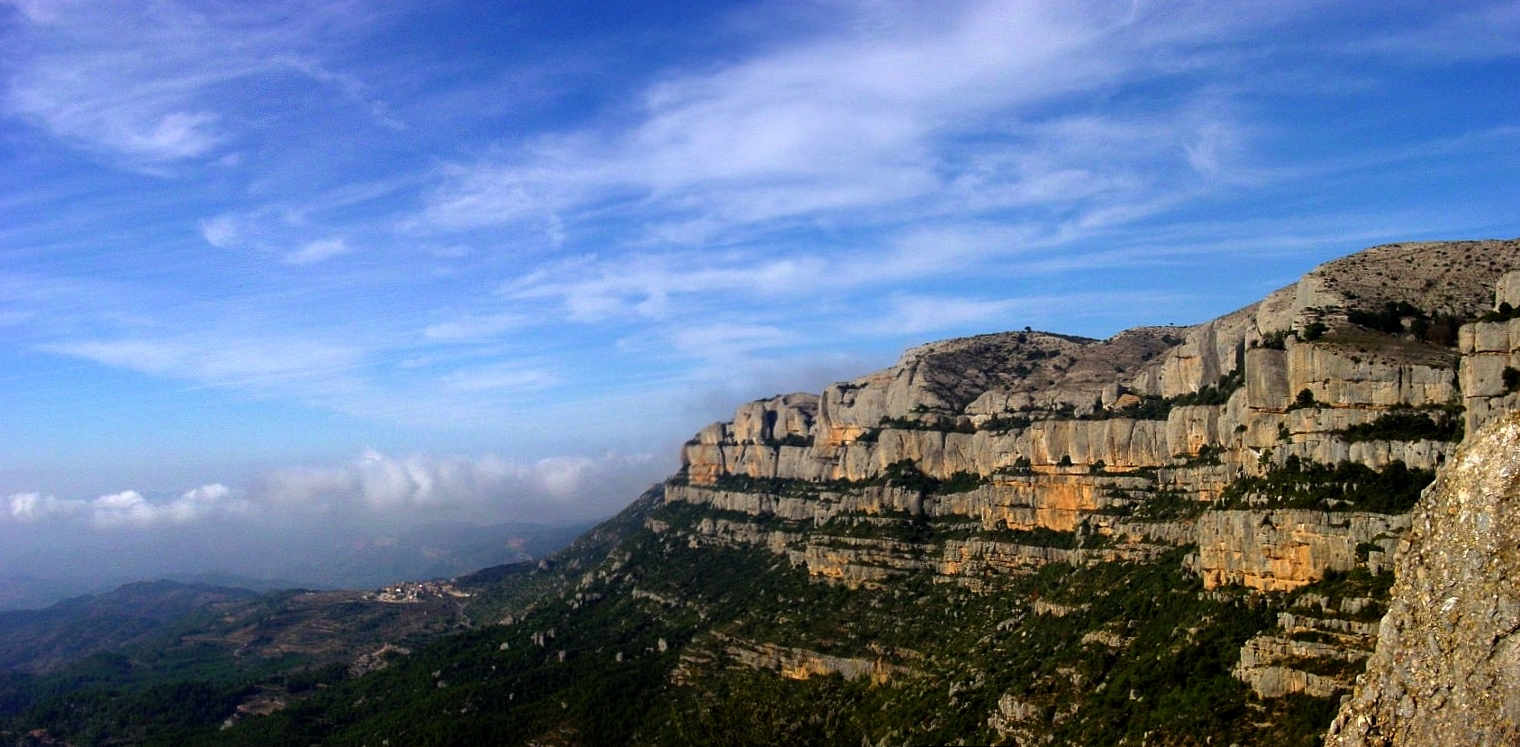
Serra del Montsant, Tarragona

- das größte Freizeit-Resort Spaniens, PortAventura
- Calafell
- Cambrils
- Tarragona
- Torredembarra
- Modernismus in Reus
- Zisterzienserroute Ruta del Cister

## Tourismusmarketing
Das katalanische Fremdenverkehrsamt ACT (=Agencia Catalana de Turisme), gegründet 2010 von der katalanischen Regierung, ist verantwortlich für die Umsetzung der offiziellen Werbestrategien Kataloniens. Die ACT ersetzt das ursprünglich für diese Aufgaben verantwortliche Konsortium Turisme de Catalunya und widmet sich nun der Vermarktung Kataloniens als führender Tourismus-Destination. Leitkriterien ihrer Arbeit sind Qualität sowie wirtschaftliche und soziale Rentabilität. Mit der Ablösung des Konsortiums Turisme de Catalunya durch die ACT kam es zu einer Neuausrichtung der Promotion- und Werbestrategie. Sie führte zu einer verstärkten Einbeziehung des privaten Sektors, der nun auf internationaler Ebene Verantwortung und konkrete Aufgaben in der Promotion und dem Verkauf katalanischer Tourismusprodukte übernommen hat.
Die ACT ist somit eine öffentliche und private Institution. Sie ist dem Ministerium für Unternehmens- und Beschäftigungsfragen unterstellt und setzt sich aus den Vertretern folgender Institutionen zusammen: Der Generalitat de Catalalunya, dem Rat der katalanischen Handelskammern, den Tourismusbüros der Provinzverwaltungen von Barcelona, Tarragona, Lleida und Girona sowie der öffentlich-privaten Marketingorganisation der katalanischen Hauptstadt, Turisme de Barcelona. Ihre finanziellen Ressourcen erhält die Tourismus-Organisation vom Ministerium für Unternehmens- und Beschäftigungsfragen, den Handelskammern, den Promotion-Organisationen der Provinzverwaltungen sowie privaten Unternehmen.